# Ceptura
Ceptura est une commune roumaine du județ de Prahova, dans la région historique de Valachie et dans la région de développement du Sud.

## Géographie
La commune de Ceptura est située dans l'est du județ, entre la plaine valaque au sud et les collines du piémont des Carpates courbes au nord, à 6 km à l'ouest de Mizil, à 6 km à l'est de Urlați et à 30 km au nord-est de Ploiești, le chef-lieu du județ.
La municipalité est composée des cinq villages suivants (population en 1992) :
- Ceptura de Jos (2 613), siège de la commune ;
- Ceptura de Sus (799) ;
- Malu Roșu (289) ;
- Rotari (894) ;
- Șoimești (878).

## Politique
| Parti | Parti                                                 | Sièges |
| ----- | ----------------------------------------------------- | ------ |
|       | Parti social-démocrate (PSD)                          | 7      |
|       | Parti national libéral (PNL)                          | 5      |
|       | Union nationale pour le progrès de la Roumanie (UNPR) | 1      |

## Religions
En 2002, la composition religieuse de la commune était la suivante :
- Chrétiens orthodoxes, 96,47 % ;
- Adventistes du septième jour, 1,69 % ;
- Pentecôtistes, 0,94 %.

## Démographie
En 2002, la commune comptait 5 298 Roumains (99,88 %). On comptait à cette date 1 950 ménages et 2 175 logements.
| 1992  | 2002  | 2007  |
| ----- | ----- | ----- |
| 5 473 | 5 304 | 5 100 |

## Économie
L'économie de la commune repose sur l'agriculture (céréales, vigne), l'élevage et la sylviculture.

## Communications

### Routes
Ceptura est desservie par la route nationale DN1B Ploiești-Mizil-Buzău. La route régionale DJ104N mène à Colceag au sud et à Gornet-Cricov au nord, la DJ238 mène à Călugăreni au nord-est et la DJ102K se dirige vers Fântânele à l'est et Urlați au sud-ouest.